# Kitsissuarsuit
Kitsissuarsuit (antigamente: Kitsigsuarssuit ou Hunde Ejlande) é um assentamento no município de Qaasuitsup, oeste da Gronelândia. Foi fundado em 1830, embora já tivesse sido usada como estação de caça às baleias desde 1817. Em 2010 tinha 79 habitantes.

## Geografia
O assentamento está localizado numa pequena ilha, na Baía de Disko, a noroeste de Aasiaat.

## Transporte

### Aéreo
A Air Greenland serve o assentamento no inverno com voos de helicóptero do Heliporto de Kitsissuarsuit para o Aeroporto de Aasiaat.

### Marítimo
Durante o verão e o outono, quando as águas da Baía de Disko são navegáveis, o transporte e comunicação entre assentamentos é feito somente por mar, servido pela Diskoline. As viagens são feitas através de ferry de Kitsissuarsuit para Aasiaat e Qeqertarsuaq, situado na Ilha de Disko.

## População
A população de Kitsissuarsuit diminuiu mais de 37% em relação a 1990 e mais de 28% em relação a 2000.